# We Didn’t Start the Fire
We Didn't Start the Fire англ. Не ми роздмухали пожежу — пісня американського музиканта Біллі Джоела. Текст пісні представляє собою короткі алюзії на більш ніж 100 ключових подій світової історії, що відбулися між 1949 роком, роком народження Джоела, і 1989 роком, коли пісня була випущена в альбомі «Storm Front». Композиція стала хітом у США, діставшись до 1-го місця чарту Billboard Hot 100, а також отримала номінації на премію «Греммі» у категоріях запис року, пісня року та Найкраще чоловіче вокальне поп-виконання.

## Історія створення
Джоел придумав цю пісню напередодні свого сорокаріччя. Музикант перебував у студії звукозапису, де зустрів 21-річного друга Шона Леннона, який нарікав під час їхньої розмови, що «Цей час — жахливий для двадцятирічних!», на що Джоел відповів: «Так, я пам'ятаю, коли мені було 21 — я теж думав, що це жахливі часи, ми [США] воювали у В'єтнамі, почалися проблеми з наркотиками і цивільними правами, і все навколо здавалося жахливим». Леннон вигукнув: «Так, так, так, але для тебе все було інакше. Ти був дитиною у п'ятдесятих, і всі знають, що у п'ятдесятих нічого не відбувалося». Музикант відповів — «Стривай, хіба ти не чув про Корейську війну чи кризу навколо Суецького каналу?». Згодом Джоел говорив, що ці інциденти світової історії XX століття лягли в основу пісні. Також Джоел критикував цю пісню з суто музичних міркувань. У 1993 році, під час бесіди з режисером-документалістом Девідом Хорном, музикант несприятливо порівняв його мелодійний зміст на користь своєї пісні «The Longest Time»: "Візьміть таку пісню, як «We Didn't Start the Fire». Правду кажучи, це не дуже хороша пісня… Якщо взяти мелодію саму по собі, то вона жахлива. Немов свердло дантиста.
Коли Джоела запитали, чи навмисне він відбив хроніку холодної війни за допомогою цієї пісні, він відповів: «Мені просто пощастило, що Радянський Союз вирішив закрити лавочку [незабаром після виходу пісні]», і що його період існування «був симетричний — 40 років». Крім цього, музикантові поставили запитання, чи може він написати продовження — про наступні два роки після подій, що відбулися в оригінальній пісні, на що він відповів: «Ні, я вже написав одну пісню, і я вважаю, що вона не була по-справжньому хороша з мелодійного погляду».

## Музичне відео
Музичне відео для синглу було знято режисером Крісом Блумом. Відео починається з того, що молодята, що відзначають новосілля, входять на кухню, оформлену в стилі 1940-х років, після чого демонструє події, що відбуваються в їх сімейному житті протягом наступних чотирьох десятиліть, включаючи появу дітей, їх дорослішання, а згодом і онуків, також смерть батька сімейства. Плин часу символізується періодичним ремонтом та модернізацією кухні, у свою чергу протягом усього відео Біллі Джоел спостерігає за їхнім життям збоку.